# Roodbandbeer
De roodbandbeer (Diacrisia sannio) is een nachtvlinder uit de familie van de spinneruilen (Erebidae) en de onderfamilie van de beervlinders (Arctiinae). 

## Kenmerken

♂
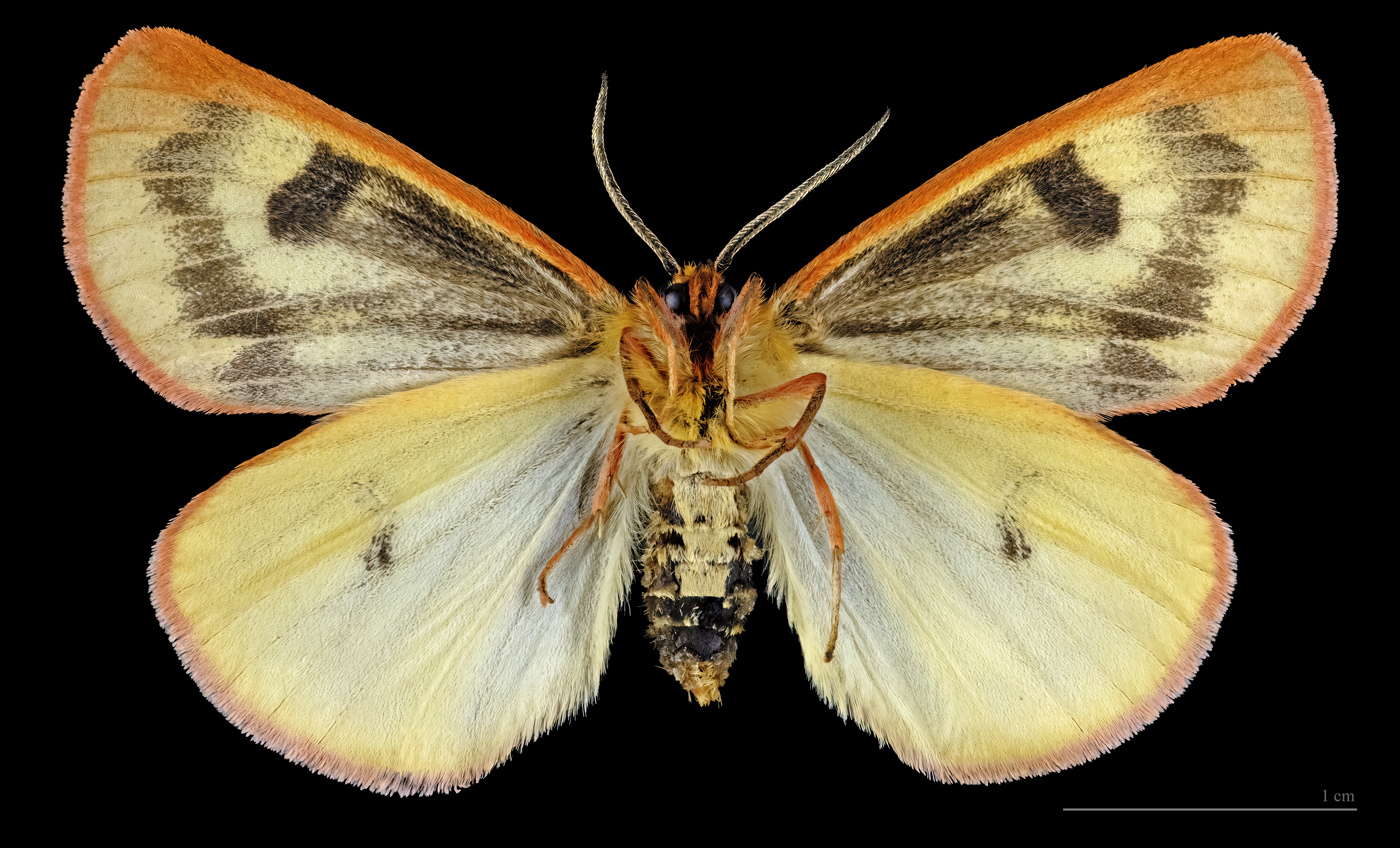
♂ △

De spanwijdte bedraagt tussen 35 en 50 millimeter.

## Verspreiding en leefgebied
Het verspreidingsgebied beslaat een grootste deel van het Palearctisch gebied; enkel in Noord-Afrika en Zuid-Azië ontbreekt de vlinder. In Nederland komt de roodbandbeer voor in de duinen van Noord-Holland, op de Veluwe, Noord-Brabant, de achterhoek en het gebied waar de provincies Friesland, Groningen en Drenthe samenkomen.

## Leefwijze
De vliegtijd van de roodbandbeer is juni en juli. De vrouwtjes rusten overdag vliegen tijdens de schemering en avond. De mannetjes vliegen ook overdag en zijn iets groter en feller gekleurd dan de vrouwtjes. De volwassen vlinders nemen geen voedsel meer tot zich.

## De rups en zijn waardplanten
De waardplanten van de rupsen zijn lage struiken en kruiden. 

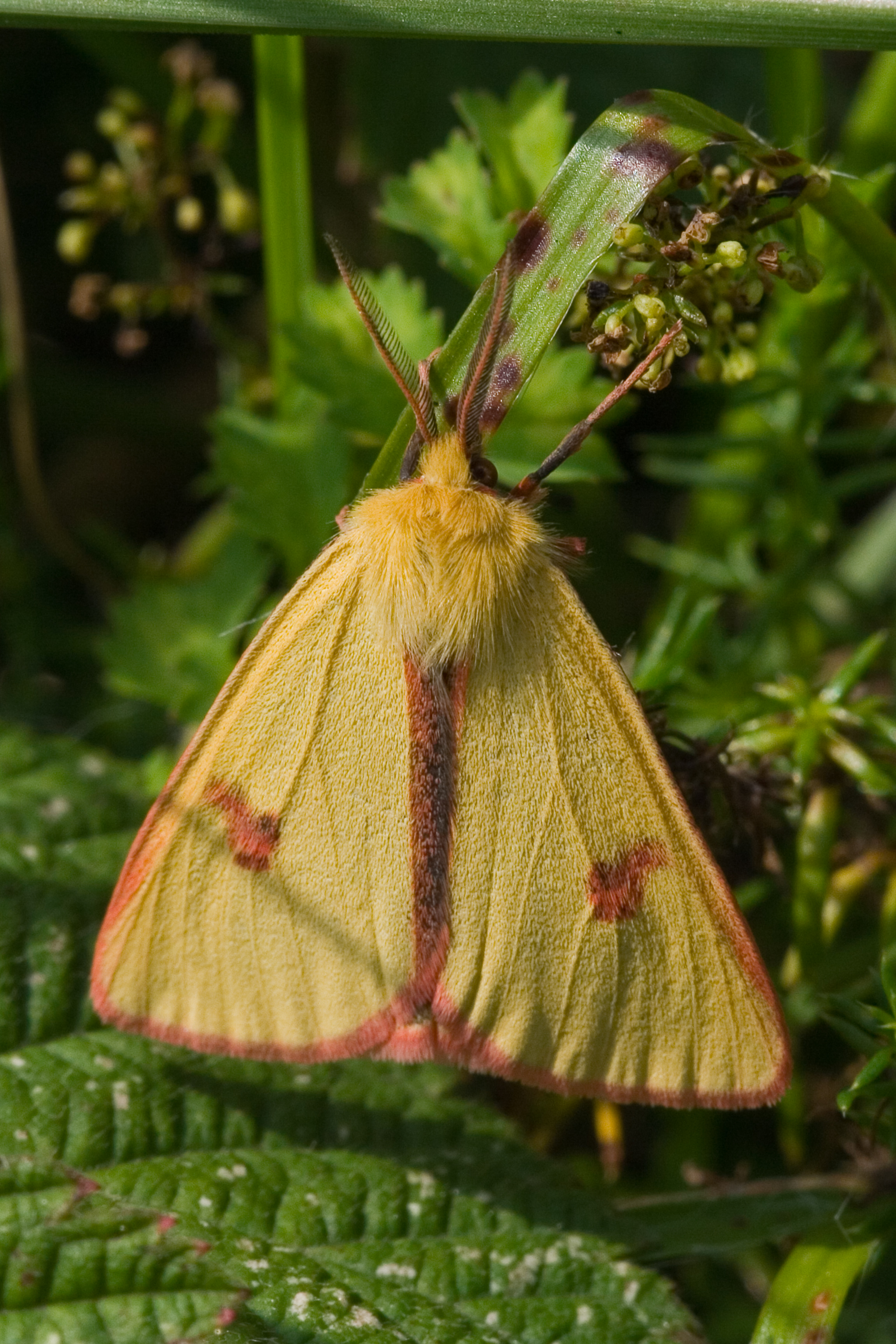